# 1984年冬季残疾人奥林匹克运动会瑞士代表团
1984年冬季残疾人奥林匹克运动会瑞士代表团是瑞士派出的1984年冬季残疾人奥林匹克运动会代表团。获得5枚金牌、16枚银牌和16枚铜牌。